# براتسکی (باشقیرستان)
براتسکی (انگلیسی: Bratsky, Republic of Bashkortostan) یک شهرک در شهرستان ایگلینسکی استان باشقیرستان کشور روسیه است.